# Campeonato Mundial de Triatlón de 1990
El II Campeonato Mundial de Triatlón se celebró en Orlando (Estados Unidos) el 15 de septiembre de 1990 bajo la organización de la Unión Internacional de Triatlón (ITU) y la Unión Estadounidense de Triatlón.

## Resultados
| Evento    | Oro                         | Plata                     | Bronce                    |
| --------- | --------------------------- | ------------------------- | ------------------------- |
| Masculino | Gregory Welch Australia     | Brad Beven Australia      | Stephen Foster Australia  |
| Femenino  | Karen Smyers Estados Unidos | Carol Montgomery · Canadá | Joy Hansen Estados Unidos |

### Masculino
| Puesto            | Triatleta      | País      |       |       |       | Final   |
| ----------------- | -------------- | --------- | ----- | ----- | ----- | ------- |
| Medalla de oro    | Gregory Welch  | Australia | 20:21 | 56:19 | 32:40 | 1:51:37 |
| Medalla de plata  | Brad Beven     | Australia | 18:58 | 57:37 | 33:54 | 1:52:40 |
| Medalla de bronce | Stephen Foster | Australia | 20:20 | 56:18 | 33:43 | 1:52:47 |

### Femenino
| Puesto            | Triatleta        | País           |       |         |       | Final   |
| ----------------- | ---------------- | -------------- | ----- | ------- | ----- | ------- |
| Medalla de oro    | Karen Smyers     | Estados Unidos | 22:03 | 1:02:27 | 36:37 | 2:03:33 |
| Medalla de plata  | Carol Montgomery | Canadá         | 22:01 | 1:02:32 | 36:36 | 2:03:47 |
| Medalla de bronce | Joy Hansen       | Estados Unidos | 21:56 | 1:02:47 | 36:43 | 2:03:50 |

## Medallero
| Núm. | País           | Oro | Plata | Bronce | Total |
| ---- | -------------- | --- | ----- | ------ | ----- |
| 1    | Australia      | 1   | 1     | 1      | 3     |
| 2    | Estados Unidos | 1   | 0     | 1      | 2     |
| 3    | Canadá         | 0   | 1     | 0      | 1     |
|      | TOTAL          | 2   | 2     | 2      | 6     |